# Río Acelhuate
El río Acelhuate  es un corto río de El Salvador que discurre por los departamentos de La Libertad y San Salvador. Es un afluente del río Lempa que desemboca en el océano Pacífico. El río tiene una longitud de 40 km y una cuenca de 1072,98 km².

## Nombre
Acelhuate proveniente de las palabras Náhuat asjelwia (regar) y at (agua), dando como probable significado primario, "Río de regadíos".

## Recorrido
La cuenca del río Acelhuate incluye los siguientes municipios salvadoreños: Santa Tecla, Antiguo Cuscatlán, San Salvador, Mejicanos, Soyapango, Ciudad Delgado, Cuscatancingo, Ayutuxtepeque, Tonacatepeque, Guazapa, San Martín, Apopa, Nejapa, Aguilares, San Marcos, Suchitoto, San José Guayabal y Oratorio de Concepción.
La cuenca tiene una extensión aproximada de 1072,98 km², el 5,1% del área del país, y contaba con 1 235 451 habitantes en 1997, correspondiendo al 24,1% del total del país.
El río Acelhuate, forma parte del sistema hidrográfico del río Lempa, y en su trayecto hacia la desembocadura, recibe el aporte de varios afluentes, entre ellos, la quebrada Montserrat, Arenal de Mejicanos, la quebrada Tutunichapa, el rio Tomayate, y los ríos Ilohuapa, Las Cañas, Guazapa y Tasajera. El área del río es de 733 km², es decir, el 3,5% de la superficie total del país, también es uno de los más grandes de El Salvador el rio comienza en santa tecla pasa por el área metropolitana y desemboca en el río Lempa, la profundidad del río Acelhuate es de aproximadamente 10 metros. 
El 12 de junio de 1922 luego de tres días de lluvia se dio una Inundación de 5 metros de altura que cubrió los Barrios Modelo, San Jacinto, Candelaria, colonia Málaga matando a 300 personas. Y en 2008 un autobús con 33 personas perteneciente a la iglesia evangélica ELIM perdió el control y se desvió hacia el río, en la zona de la calle Montserrat en la colonia Málaga en San Salvador, el bus se precipitó debido a las intensas lluvias y en ese entonces no había una barda o muro el bus cayó al río, solo hubo un sobreviviente, en total 32 personas fallecieron.

## Contaminación

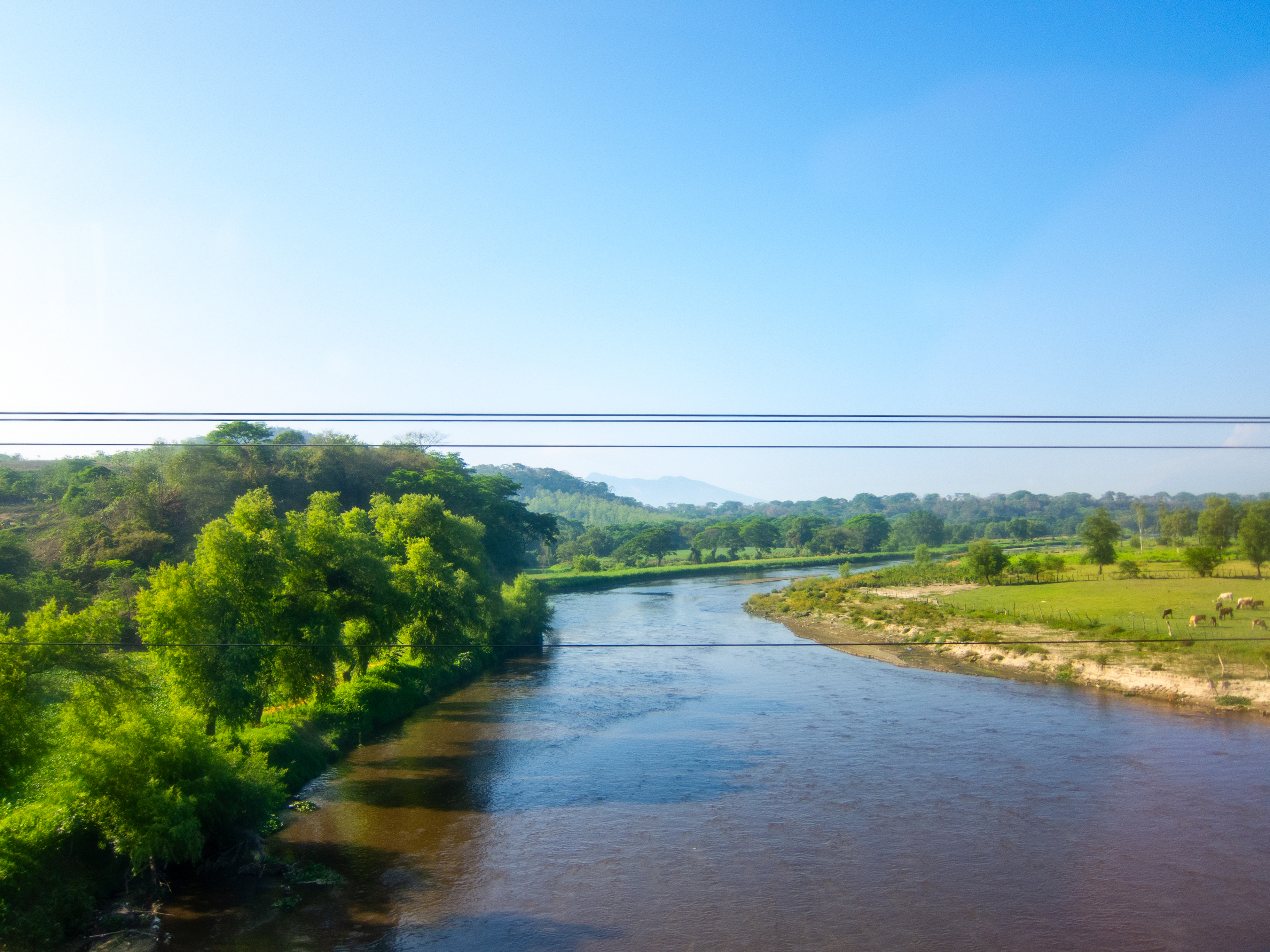
El Río Acelhuate visto desde la carretera Troncal del Norte

Pese a que la mayoría de salvadoreños sabe que el río y sus afluentes presentan un alto grado de contaminación, algunos sectores de la población aún utilizan el agua del río para realizar actividades cotidianas debido a que no cuentan con fuentes de agua potable. 
El río empezó a ser contaminado en los años 1950, cuando empezaron a asentarse comunidades en sus alrededores. Numerosos intentos para rescatar el río han sido infructuosos. El río es contaminado por casi 100 empresas, además de las colonias y comunidades que están en sus alrededores que vierten basura y aguas residuales sin tratar en el río.